# Rekordy mistrzostw Ameryki Południowej juniorów młodszych w lekkoatletyce
Rekordy mistrzostw Ameryki Południowej juniorów młodszych w lekkoatletyce – najlepsze rezultaty w historii tej imprezy.

## Mężczyźni
| Konkurencja                   | Rezultat         | Zawodnik                                                                                           | Miejsce uzyskania | Data                    | Źródło |
| ----------------------------- | ---------------- | -------------------------------------------------------------------------------------------------- | ----------------- | ----------------------- | ------ |
| bieg na 100 m                 | 10,36 (+1,2 m/s) | Vinícius Rocha Moraes                                                                              | Concordia         | 12 listopada 2016       |        |
| bieg na 200 m                 | 21,16 (+1,9 m/s) | Vinícius Rocha Moraes                                                                              | Concordia         | 13 listopada 2016       |        |
| bieg na 400 m                 | 47,46            | Diego Venâncio                                                                                     | Asunción          | 19 października 2002    |        |
| bieg na 800 m                 | 1:50,6           | Joseilton Cuñha                                                                                    | Santiago          | 10 października 2010    |        |
| bieg na 1500 m                | 3:53,72          | Gonzalo Gervasini                                                                                  | São Paulo         | 9 września 2022         |        |
| bieg na 3000 m                | 8:32,04          | Pablo Ñauta                                                                                        | San Luis          | 8 grudnia 2024          |        |
| bieg na 110 m przez płotki    | 13,55 (+0,4 m/s) | Marcos Morley                                                                                      | Concordia         | listopad 2016           |        |
| bieg na 400 m przez płotki    | 51,67            | Hederson Estefani                                                                                  | Lima              | 30 listopada 2008       |        |
| bieg na 2000 m z przeszkodami | 5:52,2           | José Peña                                                                                          | Guayaquil         | 26 września 2004        |        |
| sztafeta 4 × 100 metrów       | 40,77            | Brazylia · Luiz Ambrosio da Silva · André Caliari Oliveira · Luis Eduardo Ambrosio · Bruno Pacheco | Bogota            | 5 listopada 2000        |        |
| chód na 10 000 m              | 40:27,95         | Éider Arévalo                                                                                      | Santiago          | 10 października 2010    |        |
| skok wzwyż                    | 2,10             | Yohan Chaverra                                                                                     | Mendoza           | 27 października 2012    |        |
| skok o tyczce                 | 5,20             | Germán Chiaraviglio                                                                                | Guayaquil         | 25 września 2004        |        |
| skok w dal                    | 7,82 (+1,2 m/s)  | Jhamal Fernando Bowen                                                                              | Lima              | 29 listopada 2008       |        |
| trójskok                      | 15,83            | Márcio Rogério da Cruz                                                                             | Lima              | 24 listopada 1990       |        |
| pchnięcie kulą                | 21,40            | Nazareno Sassia                                                                                    | Cuenca            | 30 czerwca 2018         |        |
| rzut dyskiem                  | 60,92            | Saymon Hoffman                                                                                     | Concordia         | 12 listopada 2016       |        |
| rzut młotem                   | 81,15            | Joaquín Gómez                                                                                      | Mendoza           | 27 października 2012    |        |
| rzut oszczepem                | 85,32            | Braian Toledo                                                                                      | Santiago          | 10 października 2010    |        |
| dziesięciobój                 | 6716 pkt         | Henrique Pereira Silva                                                                             | Cuenca            | 30 czerwca–1 lipca 2018 |        |

## Kobiety
| Konkurencja                   | Rezultat         | Zawodnik                                                                     | Miejsce uzyskania | Data                    | Źródło |
| ----------------------------- | ---------------- | ---------------------------------------------------------------------------- | ----------------- | ----------------------- | ------ |
| bieg na 100 m                 | 11,48 (+1,3 m/s) | Franciela Krasucki                                                           | Guayaquil         | 25 września 2004        |        |
| bieg na 200 m                 | 23,57 (+0,6 m/s) | Gabriela Suarez                                                              | Cuenca            | 1 lipca 2018            |        |
| bieg na 400 m                 | 53,94            | Yusmelis García                                                              | Bogota            | 4 listopada 2000        |        |
| bieg na 800 m                 | 2:10,5           | Yessica Quispe                                                               | Guayaquil         | 26 września 2004        |        |
| bieg na 1500 m                | 4:21,6           | Yessica Quispe                                                               | Guayaquil         | 25 września 2004        |        |
| bieg na 3000 m                | 9:29,8           | Yessica Quispe                                                               | Guayaquil         | 25 września 2004        |        |
| bieg na 100 m przez płotki    | 13,66 (-1,5 m/s) | María Alejandra Murillo                                                      | Encarnación       | 25 września 2021        |        |
| bieg na 400 m przez płotki    | 59,33            | Leticia de Oliveira                                                          | Encarnación       | 26 września 2021        |        |
| bieg na 2000 m z przeszkodami | 6:34,7           | Sabine Heitling                                                              | Guayaquil         | 26 września 2004        |        |
| bieg na 2000 m z przeszkodami | 6:40,28          | Zulema Arenas                                                                | Mendoza           | 27 października 2012    |        |
| sztafeta 4 × 100 metrów       | 45,99            | Wenezuela · Mileidy López · Yenny Díaz · Sandrine Legenort · Yusmelis García | Bogota            | 5 listopada 2000        |        |
| chód na 5000 m                | 22:23,63         | Yuli Capcha                                                                  | Santiago          | 9 października 2010     |        |
| skok wzwyż                    | 1,85             | María Fernanda Murillo                                                       | Concordia         | listopad 2016           |        |
| skok o tyczce                 | 3,90             | Milena Agudelo                                                               | Asunción          | 19 października 1996    |        |
| skok o tyczce                 | 3,90             | Ana Gabriela Quiñónez                                                        | Concordia         | 13 listopada 2016       |        |
| skok w dal                    | 6,39 (+0,4 m/s)  | Vanessa dos Santos                                                           | São Paulo         | 10 września 2022        |        |
| trójskok                      | 13,06 (+1,5 m/s) | Leidy Marcela Cuesta                                                         | Concordia         | 13 listopada 2016       |        |
| pchnięcie kulą (3 kg)         | 17,24            | Dayna Toledo                                                                 | Concordia         | 12 listopada 2016       |        |
| rzut dyskiem                  | 48,22            | Esthefania da Costa                                                          | Santiago          | 9 października 2010     |        |
| rzut młotem (3 kg)            | 65,92            | Carolina Ulloa Daza                                                          | Cuenca            | 1 lipca 2018            |        |
| rzut oszczepem (500 g)        | 54,33            | Yuleixi Anai Angulo                                                          | Cuenca            | 30 czerwca 2018         |        |
| siedmiobój                    | 5090 pkt         | Leonela Graciani                                                             | Mendoza           | 27–28 października 2012 |        |

## Mieszane
| Konkurencja             | Rezultat | Zawodnicy | Miejsce uzyskania | Data              |
| ----------------------- | -------- | --- | ----------------- | ----------------- |
| sztafeta 4 × 400 metrów | 3:27,02  | Brazylia · Stephanie Andreza Guimarães · Anderson Cordeiro Lima Cerqueira · Daysiellen Dias · Maykon do Nascimento | Cali              | 30 listopada 2014 |
| sztafeta 8 × 300 metrów | 4:54,20  | Brazylia | Cuenca            | 1 lipca 2018      |